# IV. třída okresu Blansko 2003/2004
V soubojích fotbalové IV. třídy okresu Blansko 2003/2004, jedné ze skupin 10. nejvyšší fotbalové soutěže, se utkalo 13 týmů dvoukolovým systémem podzim – jaro. Tento ročník skončil v červnu 2004. Postup do III. třídy okresu Blansko 2004/2005 si zajistil vítězný tým TJ Sloup. Nikdo nesestoupil, jedná se o nejnižší soutěž. 

## Výsledná tabulka
| Poř. | Tým                                  | Z  | V  | R | P  | VG  | OG | B  |
| ---- | ------------------------------------ | -- | -- | - | -- | --- | -- | -- |
| 1.   | TJ Sloup                             | 24 | 23 | 1 | 0  | 128 | 28 | 70 |
| 2.   | TJ Voděrady                          | 24 | 14 | 5 | 5  | 58  | 29 | 47 |
| 3.   | AFK Letovice „B“                     | 24 | 14 | 4 | 6  | 59  | 41 | 46 |
| 4.   | Sokol Lažany                         | 24 | 11 | 7 | 6  | 80  | 54 | 40 |
| 5.   | TJ Sokol Kořenec „B“                 | 24 | 11 | 6 | 7  | 46  | 44 | 39 |
| 6.   | SK Sokol Doubravice nad Svitavou „B“ | 24 | 10 | 7 | 7  | 45  | 39 | 37 |
| 7.   | TJ Sokol Žďárná                      | 24 | 9  | 5 | 10 | 45  | 51 | 32 |
| 8.   | SK Cetkovice                         | 24 | 8  | 4 | 12 | 55  | 66 | 28 |
| 9.   | Sokol Lomnice u Tišnova              | 24 | 7  | 4 | 13 | 37  | 64 | 25 |
| 10.  | TJ Sokol Lažánky                     | 24 | 6  | 5 | 13 | 45  | 66 | 23 |
| 11.  | TJ Sokol Bořitov „B“                 | 24 | 5  | 3 | 16 | 31  | 64 | 18 |
| 12.  | TJ Rakovec Kotvrdovice „B“           | 24 | 5  | 3 | 16 | 31  | 76 | 18 |
| 13.  | TJ Sokol Valchov                     | 24 | 5  | 2 | 17 | 35  | 73 | 17 |

Poznámky:
- Z = Odehrané zápasy; V = Vítězství; R = Remízy; P = Prohry; VG = Vstřelené góly; OG = Obdržené góly; B = Body; (S) = Mužstvo sestoupivší z vyšší soutěže; (N) = Mužstvo postoupivší z nižší soutěže (nováček)

|  | Postup do III. třídy okresu Blansko 2004/2005 |